# Indywidualne Mistrzostwa Świata na Żużlu 1993
Indywidualne Mistrzostwa Świata na Żużlu 1993 – cykl turniejów żużlowych mających wyłonić najlepszych żużlowców na świecie. Tytuł wywalczył Amerykanin Sam Ermolenko.
W Finale Światowym uczestniczył Tomasz Gollob – zajął siódme miejsce.

## Finał światowy
- 29 sierpnia 1993 r. (niedziela),  Pocking – Stadion Rottalstadion

| Msc. | Zawodnik           | Kraj              | Pkt  |                |  |
| ---- | ------------------ | ----------------- | ---- | -------------- |  |
| 1    | Sam Ermolenko      | Stany Zjednoczone | 12   | (3,3,3,3,0)    |  |
| 2    | Hans Nielsen       | Dania             | 11+3 | (3,3,2,w,3) +3 |  |
| 3    | Chris Louis        | Wielka Brytania   | 11+2 | (3,2,1,2,3) +2 |  |
| 4    | Henrik Gustafsson  | Szwecja           | 10   | (3,1,0,3,3)    |  |
| 5    | Andy Smith         | Wielka Brytania   | 10   | (0,2,3,2,3)    |  |
| 6    | Gary Havelock      | Wielka Brytania   | 10   | (2,2,3,1,2)    |  |
| 7    | Tomasz Gollob      | Polska            | 8    | (1,3,2,2,0)    |  |
| 8    | Peter Karlsson     | Szwecja           | 8    | (2,0,3,2,1)    |  |
| 9    | Per Jonsson        | Szwecja           | 7    | (0,3,2,1,1)    |  |
| 10   | Billy Hamill       | Stany Zjednoczone | 7    | (2,1,1,1,2)    |  |
| 11   | Gerd Riss          | Niemcy            | 6    | (0,0,1,3,2)    |  |
| 12   | Armando Castagna   | Włochy            | 5    | (1,0,1,3,0)    |  |
| 13   | Joe Screen         | Wielka Brytania   | 5    | (1,1,2,0,1)    |  |
| 14   | Tony Rickardsson   | Szwecja           | 4    | (1,2,0,0,1)    |  |
| 15   | Leigh Adams        | Australia         | 4    | (0,1,0,1,2)    |  |
| 16   | Greg Hancock       | Stany Zjednoczone | 2    | (2,0,0,0,0)    |  |
|      | rez. Ronnie Correy | Stany Zjednoczone | ns   |                |  |
|      | rez. Brian Karger  | Dania             | ns   |                |  |